# IC 3981
IC 3981 је појединачна звијезда у сазвјежђу Ловачки пси која се налази на листи објеката дубоког неба у Индекс каталогу.
Деклинација објекта је + 37° 13' 41" а ректасцензија 12h 59m 21,5s.